# Рибки (Сафоновський район)
Рибки (рос. Рыбки) — присілок Сафоновського району Смоленської області Росії. Входить до складу Рибківського сільського поселення.
Населення — 865 осіб (2007 рік). 